# Zhizhi
Zhìzhī Gǔdōu Hóu Chányú (郅支骨都侯單于), más conocido generalmente como Zhìzhī Chányú (郅支單于), con el nombre de nacimiento Luándī Hūtúwúsī (攣鞮呼屠吾斯), fue uno de los autoproclamados Chányú que aparecieron tras la crisis de poder iniciada en el 58 a. C., siendo a la postre una figura determinante para entender el proceso de descomposición final del poder xīongnú (匈奴) a lo largo de las estepas orientales. A la hora de tratar su legado histórico, debemos tener en cuenta la posición hostil y partidaria de las fuentes de la época Hàn (漢), que no dudaron a la hora de colocar su imagen como la de un líder sibilino, tiránico y traicionero, capaz de ejecutar o atacar tanto al enemigo como al otrora aliado.

## Primeros años de actividad y reforzamiento del poder en las estepas orientales

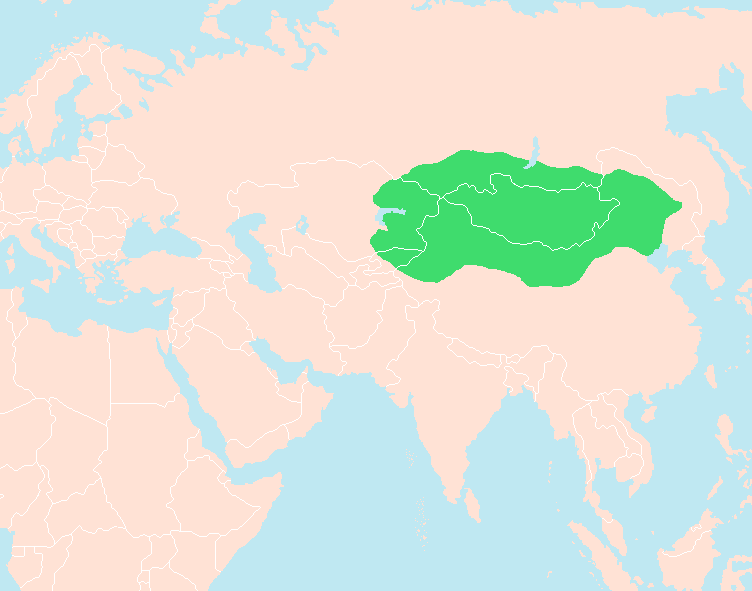
Imperio Xiongnu según Yuri Bregel Atlas histórico de Asia Central

La primera aparición de Hūtúwúsī en las fuentes chinas, se circunscribe al Hàn Shū (漢書), donde aparece como uno de los componentes del aparato de poder del legítimo Chányú, Luándī Jīhóuquǎncè (攣鞮稽侯犬冊), quien era a su vez su propio hermano. Para reforzar su aún precaria situación, Jīhóuquǎncè escogió para el cargo de Zuǒ Gǔlí Wáng (左谷蠡王) a Hūtúwúsī, hasta el momento apenas relevante o conocido en el conjunto del pueblo. Esta inclusión en el organigrama de poder, pudo brindarle los primeros apoyos y experiencias políticas, necesarias en las décadas posteriores para acometer su propio esquema independiente. No obstante, en esta etapa aún temprana y con varios usurpadores aún por erradicar en ciernes, Hūtúwúsī, no se erigirá como un potencial candidato al trono xīongnú. Para este momento culminante, Hūtúwúsī esperó hasta la enésima usurpación al poder de su hermano, protagonizada en el 56 a. C. por uno de los príncipes regionales de la confederación, el denominado Xiūxún Wáng (休旬王), lanzándose en paralelo él mismo también como legítimo Chányú. En el transcurso de dos años (56-54 a.C.), Hūtúwúsī  llegó a combatir y ejecutar al príncipe usurpador, además de avanzar con sus huestes contra su propio hermano, empujándole a una huida desenfrenada a territorio Hàn. Exultante, Hūtúwúsī había logrado no sólo aniquilar el bando usurpador hacia su familia, sino que también había expulsado a su hermano como legítimo Chányú. En estos momentos, la autoridad de las estepas recaía ya sobre su figura, aunque no sería por mucho tiempo. 
La primera reacción de Jīhóuquǎncè tras su derrocamiento, fue tratar de rearmarse ante esta humillación, intentando efectuar una respuesta a su hermano y conseguir de nuevo la legitimidad como único Chányú: a este respecto, las elites y sus consejeros más cercanos, consiguieron disuadirle, indicándole numerosos argumentos sobre su delicada situación actual, por medio del cual finalmente, se consumó el vasallaje ante el emperador Hàn: Jīhóuquǎncè  se vio obligado tan sólo un año después de su expulsión del trono (53 a. C.), a enviar a su hijo, Zhūlóuqútáng (銖婁渠堂), ante la corte imperial, para servir como rehén. Dos años después (51 a. C.) le tocaría a él mismo acudir a prestar vasallaje ante el emperador en Cháng'ān (長安), siendo este el primero de los tres que tendría que efectuar hasta el final de su gobierno. 
Paralelamente a la humillante posición adoptada por su destronado hermano, Hūtúwúsī tendrá que lidiar con la díscola nobleza xīongnú, de la cual llegaría a nacer un nuevo usurpador, quien será ejecutado prontamente por sus tropas. Aun cuando había logrado obtener el máximo poder en las estepas, Hūtúwúsī fue consciente de la debilidad de su mandato, como evidenció este brote tardío de rebelión, al mismo tiempo que temía una más que probable maniobra de reinstauración de Jīhóuquǎncè apoyándose en los ejércitos Hàn. Para solucionar esta doble amenaza, Hūtúwúsī  calibró un acercamiento a uno de los grupos más lejanos en el oeste: los wūsūn (烏孫). Un acercamiento que tendría al mismo tiempo un posible plan de huida y repliegue a sus tierras situadas en el área del  Asia Central, en caso de una eventual invasión Hàn desde el sur. Del mismo modo que practicaba este esquema de blindaje de la confederación, Hūtúwúsī  trataba de mantener las formas bajo una diplomacia activa en comunicación directa con el Emperador, sucediéndose varias embajadas con presentes y mensajes conciliadores, en los que reflejaba la intencionalidad de un trato cordial, así como el expreso deseo del reconocimiento de su poder por parte del soberano chino. 
Esta doble política, fracasará estrepitosamente ante la previsible intencionalidad del Emperador de salvaguardar a Jīhóuquǎncè en el trono, al mismo tiempo que el existente recelo y ataque consecuente del soberano de los wūsūn, que justamente debía su posición en el trono al respaldo de los Hàn. Este último movimiento, se traducirá catastróficamente en una seria derrota para los wūsūn a manos de las tropas comandadas por Hūtúwúsī, que no contento con esta victoria, llegarían a aumentar su reconocimiento militar tras acabar con la independencia de otros grupos étnicos situados al norte, como los wūjiē (烏揭), los jiānkūn (堅昆) y los dīngling (丁零). El plan del Emperador y los aliados de la dinastía, había fracasado, reforzando la figura de Hūtúwúsī y sentándose las bases de un enemigo ya directo que no dudaría en tratar de sacar la ventaja de su éxito, ya fuese atacando a los estados del Asia Central (aliados de los Hàn), o bien de forma análoga sobre la frontera imperial.

## Huida al oeste y consolidación del poder en las estepas centrales
Los éxitos obtenidos y una renovada posición de fuerza de Hūtúwúsī sobre las estepas orientales, junto con las sospechas fundadas sobre un movimiento por la retaguardia a manos del Emperador y su hermano, harían que a la postre, el Chányú comenzase a adoptar una política fuertemente agresiva hacia los Hàn, aunque aún no declaradamente hostil. Prueba de este proceder, sería el secreto asesinato de uno de los embajadores imperiales: el llamado Gǔ Jí (谷吉). Mientras Hūtúwúsī configuraba un plan de confrontación contra los Hàn y un reforzamiento de su figura, su hermano destronado, Jīhóuquǎncè, aún se mantenía situado al área fronteriza Hàn, para desesperación de las autoridades y del propio Emperador, que deseaban reinstaurar la situación de influencia directa a través del desposeído Chányú: todo ello con el evidente temor del asesinato de este último a manos de su ya poderoso hermano. Ante estas vicisitudes, el aparato de poder Hàn logró movilizar al timorato Jīhóuquǎncè bajo promesas de alianza y respaldo de su figura, regresando nuevamente a su antigua corte, al norte de las estepas. Esta circunstancia crispó sobremanera a Hūtúwúsī, preludiendo lo que sería su siguiente golpe de efecto: la alianza con el rey de los kāngjū (康居). 

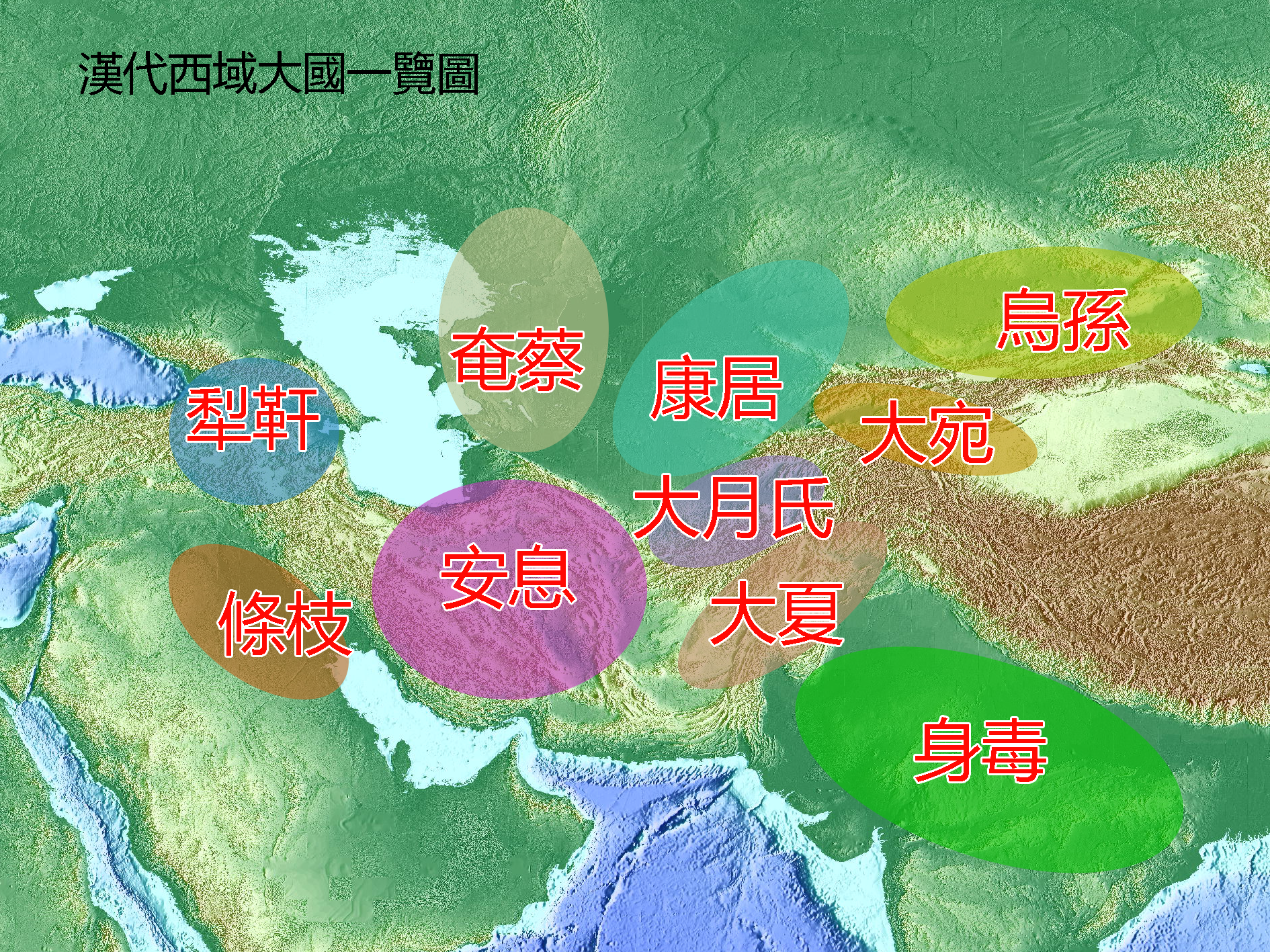
Mapa aproximado del Asia Central, Oriente Próximo y el norte de la India durante el I a. C. La zona coloreada en turquesa, representa los dominios de kāngjū, mientras que más a la derecha de esta, en torno ocre, se encuentran diseminados los dominios wūsūn. El control de estas dos extensiones de terreno, garantizaba al poseedor un dominio absoluto del comercio transcontinental (entre Oriente Próximo y China).

La identidad tanto étnica como filológica de estos últimos, es contemplamente desconocida a día de hoy (barajándose su origen iranio o proto-turco), conociendo únicamente rasgos de su historia a través de las fuentes chinas, que los ubican en torno a la Transoxiana a partir del siglo I a. C. Este pueblo, es identificado por las fuentes como una rama puramente nómada, aunque manteniendo ciertas características asociadas a la cultura sedentaria. La razón por la cual Hūtúwúsī giró su mirada hacia estos últimos, como apoyos frente al expansionismo Hàn, fue justamente la coincidencia de objetivos entre ambos: junto con los kāngjū, existía una evidente animadversión hacia los wūsūn, con una intencionalidad ofensiva que llevase a arrebatar y conquistar las tierras a estos últimos, impidiendo así cualquier posible expansión en la estratégica área centroasiática. Comenzaba así una nueva reubicación de sus territorios, con el epicentro enfocado ya en las estepas centrales, convirtiéndose durante los años subsiguientes en una amenaza al control Hàn de Xīyù (西域). Para reforzar aún más la alianza entre ambos poderes, Hūtúwúsī entregó una de sus hijas al soberano de los kāngjū, mientras que este último efectuaba la misma maniobra hacia el líder xīongnú.
Esta alianza se saldó con una primera victoria importante, tras penetrar en el territorio wūsūn y saquear la capital, Chìgǔchéng (赤谷城),apoderándose de un botín fastuoso, tanto a nivel material como humano, lo que alertó en mayor medida a la corte Hàn, que comenzaba a temer un control absoluto de toda la cuenca del Tarim a manos de Hūtúwúsī, con los daños económicos y estratégicos que ello acarrearía. Ensimismado en su propio éxito, Hūtúwúsī no dudó a la hora de traicionar y ejecutar a su aliado, al igual que a su hija y esposa y extendiendo esta drástica medida contra toda la elite nobiliaria hostil a su poder. Este movimiento inesperado, nunca antes observado con respecto a sus aliados o partidarios, puede estar hipotéticamente condicionado por una conjura descubierta a manos del líder de los kāngjū, aunque las fuentes chinas únicamente inciden en el acto despótico de su asesinato e incorporación de los territorios kāngjū bajo su poder, sin especificar los motivos de dicha acción. Este sería el punto de partida bajo el cual, Hūtúwúsī comenzó a levantar una estructura de grandes dimensiones, organizada en forma de ciudad fortaleza (城): esto es, la construcción de la denominada Zhìzhīchéng (郅支城), capital de sus dominios y el epicentro de su defensa hasta la caída final de su efímero estado. No contento con el aumento de su poder y la acaparación de las tierras de los wūsūn y los kāngjū, Hūtúwúsī calibró la idea de expandir aún más su mandato, hasta conseguir el control cuasi absoluto de toda Xīyù, obligando a otros estados de la misma a pagarles el tributo y amenazándoles con una respuesta militar en caso de negativa. Este último paso, sería a la postre un error estratégico, haciendo que desde la corte Hàn, saltasen todas las alarmas, traduciéndose en la llegada de dos nuevos representantes gubernamentales: Gān Yánshòu (甘延壽) y su famoso subalterno, Chén Tāng (陳湯).

## La respuesta Hàn: ataque y destrucción del aparato de poder de Zhìzhī
Las fuentes chinas, relatan en primera instancia que la labor de Gān Yánshòu y Chén Tāng, no era a priori atacar a Hūtúwúsī y derrocar su gobierno, saldándose así de raíz este acuciante problema: únicamente se puntualiza en primera instancia, su llegada a Xīyù con motivo de una reorganización del sistema de gobierno regional, el respaldo hacia varios de los estados acosados por Hūtúwúsī, al mismo tiempo que la investigación de los sucesos acaecidos entre el Chányú y varios de los dignatarios desaparecidos tras su envío desde la corte (especialmente, en el caso del desaparecido Gǔ Jí). Sin embargo, el Hàn Shū (漢書) relata que en el transcurso del camino, Chén Tāng logró convencer a su superior de encabezar una audaz campaña inesperada contra Hūtúwúsī y eliminar de facto cualquier amenaza potencial para la dinastía al igual que para el resto de estados feudatarios de Xīyù. Aunque al principio Gān Yánshòu mostró sus reparos ante esta iniciativa no autorizada ni validada por la corte, finalmente acordaron el ataque conjunto, comenzando a reorganizar los efectivos disponibles en base a las tropas de varios de los estados amenazados de Xīyù, encaminándose hacia Zhìzhīchéng (郅支城).
A su llegada a la misma, provistos de un nutrido ejércitos compuesto mayoritariamente por los enemigos de Hūtúwúsī, el líder xīongnú desplegó su habitual comportamiento contemporizador, declinando ofrecer cualquier concesión y enviando un emisario ante al campamento Hàn en el que demandaba explicaciones ante la llegada de los ejércitos encabezados por Gān Yánshòu y Chén Tāng. El intercambio de opiniones, era un puro eufemismo, conscientes ambas partes de un enfrentamiento y choque irreversible. La contienda consiguiente tras el cese de comunicaciones, fue registrado de forma poco usual en el Hàn Shū, donde se desglosó cada uno de los pormenores pertenecientes a la bautizada por algunos autores, como Batalla de Zhìzhī (郅支之戰) o Batalla de la Ciudad de Zhìzhī (郅支城之戰), en el 36 a. C. En medio de la misma, Hūtúwúsī sufrió varias heridas, consiguiendo sin embargo resistir hasta el último momento, cuando el empuje de las tropas Hàn, obligó a un repliegue desesperado hasta el interior del complejo, donde finalmente fue decapitado por un oficial subalterno del ejército Hàn, llamado Dù Xūn (杜勳).
Tras su muerte, la toma del complejo era ya una realidad, descubriéndose tras ello el horrible destino acaecido a los enviados del Emperador, al mismo tiempo que confirmándose el enriquecimiento que Hūtúwúsī  había logrado conseguir tras décadas de rapiña y conquistas a lo largo de las estepas orientales y centrales, con una mayor profusión desde su llegada al escenario centroasiático. La muerte de Hūtúwúsī, supuso no sólo el último gran éxito logrado por los ejércitos Hàn en esta primera etapa dinástica, sino que también simbolizó la decadencia ya irrefrenable del poder xīongnú: nunca antes ningún ninguno de los líderes xīongnú había caído derrotado de forma tan absoluta frente a los Hàn, al igual que tampoco antes se había conseguido abatir en batalla a ningún Chányú. Tras el cese de la campaña, los ejércitos regresaron portando un extraordinario botín, aunque esto último no les valió para eludir las críticas palaciegas que les censuraban su actitud autónoma sin consulta ni permiso previo a la corte. Paralelo a ello, Chén Tāng aprovechó la circunstancia para arramblar parte del botín en su beneficio, lo que le traería graves consecuencias judiciales a lo largo de toda su vida. La figura de Hūtúwúsī, terminó por desdibujarse en la imagen de un éxito de armas Hàn, al igual que una clara advertencia para cualquier disidente o enemigo de la dinastía, como probaba la presencia de la cabeza del Chányú  en la entrada a la sede imperial.